# Son Vilardell
Son Vilardell és una possessió del terme de Llucmajor, Mallorca. Es desmembrà de la possessió de Tió i confronta amb aquesta i amb Son Monget, Son Tetè i Son Bono Vell. En el cadastre de 1702 n'era propietari Bartomeu Calders i altres dues parts, de 20 quarterades cadascuna, eren de Mateu Calders. En el segle xvii tenia 148 quarterades amb garrovers i figueres.

## Construccions
Les cases de la possessió es disposen en forma d'una "L" integrant una sèrie de bucs adossats: l'habitatge dels senyors, l'habitatge dels amos i diverses dependències, com ara la pallissa i una portassa. De forma aïllada, al costat de les cases, n'hi ha altres dependències agropecuàries: solls, portasses, un galliner i un colomer. El buc que alberga l'habitatge dels senyors és el més voluminós, té dues crugies i tres altures: planta baixa, primer pis i porxo. De la teulada sobresurt una torreta. La façana principal, orientada al sud-est, presenta una disposició simètrica de les obertures sobre tres eixos verticals. La planta baixa consta d'un portal d'arc de mig punt amb llindar, dovelles i carcanyols, al seu costat hi ha una finestra allindanada. Sobre el portal de l'edificació més antiga es llegeix la data «1845». Com a instal·lacions hidràuliques hi ha, aïllats, un aljub, un pou i una cisterna.